# Agutaynen jezik
Agutaynen jezik (agutayno, agutaynon; ISO 639-3: agn), jezik podskupine kalamian, šire skupine filipinskih jezika, koji se prethodno klasificirao u mezofilipinsku skupinu malajsko-polinezijskih jezika.
Agutaynen jezikom govori oko 15 000 ljudi (2007 SIL) na otoku Agutaya, na pet manjih susjednih otočića i u općinama Roxas, San Vicente i Brooke's Point, Palawan, Filipini. Većina govornika rabi i Cuyonon [cyo], tagalog [tgl], filipinski [fil] ili engleski [eng].

## Vanjske poveznice
- Ethnologue (14th)